# Liste der Gemeinden in Nova Scotia
Dies ist eine Liste der Gemeinden in der kanadischen Provinz Nova Scotia.

## Städte
Die folgende Tabelle enthält die Städte der Provinz, das County, in welchem die Gemeinde liegt, und den Gemeindestatus sowie ihre Einwohnerzahlen aus den jeweiligen Volkszählungen von Statistics Canada, der nationalen Statistikagentur Kanadas. Die Tabelle enthält alle Orte, die den Gemeindestatus Town oder Regional municipalities sowie Municipal District haben.
| Gemeinde        | County             | Gemeindestatus        | Fläche km² | Einwohner 2006 | Einwohner 2011 |
| --------------- | ------------------ | --------------------- | ---------- | -------------- | -------------- |
| Cape Breton     |                    | Regional municipality | 2.433,35   | 102.250        | 97.398         |
| Halifax         |                    | Regional municipality | 5.490,28   | 372.679        | 390.096        |
| Queens          |                    | Regional municipality | 2.392,85   | 11.177         | 10.917         |
| Amherst         | Cumberland County  | Town                  | 12,02      | 9.505          | 9.717          |
| Annapolis Royal | Annapolis County   | Town                  | 2,04       | 444            | 481            |
| Antigonish      | Antigonish County  | Town                  | 5,15       | 4.236          | 4.524          |
| Argyle          | Yarmouth County    | Municipal district    | 1.528,10   | 8.656          | 8.252          |
| Barrington      | Shelburne County   | Municipal district    | 631,94     | 7.331          | 6.994          |
| Berwick         | Kings County       | Town                  | 6,66       | 2.454          | 2.454          |
| Bridgewater     | Lunenburg County   | Town                  | 13,60      | 7.944          | 8.241          |
| Chester         | Lunenburg County   | Municipal district    | 1.122,22   | 10.741         | 10.599         |
| Clare           | Digby County       | Municipal district    | 852,82     | 8.813          | 8.319          |
| Clark’s Harbour | Shelburne County   | Town                  | 2,90       | 860            | 820            |
| Digby           | Digby County       | Municipal district    | 1.655,88   | 7.986          | 7.463          |
| Digby           | Digby County       | Town                  | 3,14       | 2.092          | 2.152          |
| East Hants      | Hants County       | Municipal district    | 1.786,47   | 21.397         | 22.111         |
| Guysborough     | Guysborough County | Municipal district    | 2.111,42   | 4.681          | 4.189          |
| Kentville       | Kings County       | Town                  | 17,35      | 5.815          | 6.094          |
| Lockeport       | Shelburne County   | Town                  | 2,32       | 646            | 588            |
| Lunenburg       | Lunenburg County   | Municipal district    | 1.786,47   | 25.164         | 25.118         |
| Lunenburg       | Lunenburg County   | Town                  | 4,01       | 2.317          | 2.313          |
| Mahone Bay      | Lunenburg County   | Town                  | 3,13       | 904            | 943            |
| Middleton       | Annapolis County   | Town                  | 5,44       | 1.829          | 1.749          |
| Mulgrave        | Guysborough County | Town                  | 17,81      | 879            | 794            |
| New Glasgow     | Pictou County      | Town                  | 9,93       | 9.455          | 9.562          |
| Oxford          | Cumberland County  | Town                  | 10,76      | 1.178          | 1.151          |
| Parrsboro       | Cumberland County  | Town                  | 14,88      | 1.401          | 1.305          |
| Pictou          | Pictou County      | Town                  | 7,94       | 3.813          | 3.437          |
| Port Hawkesbury | Inverness County   | Town                  | 8,11       | 3.517          | 3.366          |
| Shelburne       | Shelburne County   | Municipal district    | 1.818,49   | 4.828          | 4.408          |
| Shelburne       | Shelburne County   | Town                  | 9,00       | 1.879          | 1.686          |
| St. Mary’s      | Guysborough County | Municipal district    | 1.909,59   | 2.587          | 2.354          |
| Stellarton      | Pictou County      | Town                  | 8,99       | 4.717          | 4.485          |
| Stewiacke       | Colchester County  | Town                  | 17,67      | 1.421          | 1.438          |
| Trenton         | Pictou County      | Town                  | 6,00       | 2.741          | 2.616          |
| Truro           | Colchester County  | Town                  | 37,63      | 11.765         | 12.059         |
| West Hants      | Hants County       | Municipal district    | 1.241,95   | 13.871         | 14.165         |
| Westville       | Pictou County      | Town                  | 14,39      | 3.805          | 3.798          |
| Windsor         | Hants County       | Town                  | 9,06       | 3.709          | 3.785          |
| Wolfville       | Kings County       | Town                  | 6,45       | 3.772          | 4.269          |
| Yarmouth        | Yarmouth County    | Municipal district    | 585,75     | 10.304         | 10.105         |
| Yarmouth        | Yarmouth County    | Town                  | 10,56      | 7.162          | 6.761          |

## Sonstige Gemeinden
Weiterhin gibt es in Nova Scotia noch zahlreiche villages und designated places.